# Asa Butterfield
Asa Bopp Farr Butterfield (Islington, 1 april 1997) is een Britse acteur. Hij is vooral bekend van zijn rollen in The Boy in the Striped Pyjamas, Hugo, Ender's Game en Sex Education.

## Carrière
Butterfield is een zoon van Jacqueline Farr en Sam Butterfield. Hij begon op zevenjarige leeftijd met acteren op vrijdagmiddagen in het Young Actors' Theatre in zijn woonplaats. Later kreeg hij kleine rollen in het tv-drama After Thomas (2006) en de film Son of Rambow (2007). In 2008 speelde hij een gastrol in Ashes to Ashes, als Donny. Later dat jaar werd hij op tienjarige leeftijd gecast als Bruno in The Boy in the Striped Pyjamas. Regisseur Mark Herman zei dat hij Butterfield vroeg in het auditie-proces tegenkwam. Hij stond op de eerste auditietape die hij kreeg. Herman vond de prestaties van Butterfield uitstekend, maar hij wilde eerst de andere audities nog zien.
Producer David Heyman en regisseur Mark Herman zochten iemand die in staat zou zijn om de onschuld van de hoofdpersoon te portretteren, dus vroegen ze elk van de kinderen wat zij wisten over de Holocaust. Butterfields kennis was beperkt en dat werd met opzet zo gehouden zodat het gedurende het filmen makkelijker voor hem was de onschuld van zijn karakter over te brengen. De laatste scènes van de film werden geschoten op het einde van de productieperiode om zowel hem en Jack Scanlon voor te bereiden op de dramatische afloop van de film.
In 2008, op de leeftijd van 10, verscheen Butterfield in de Merlin aflevering "Het begin van het einde". Hij speelt een jonge druïde die ter dood is veroordeeld door Uther Pendragon, omdat hij zich bedreigd voelt door magie van de jongen. Butterfield verscheen ook als Mordred in een aantal latere afleveringen, maar de rol is nu herschikt, met Alexander Vlahos die Mordred speelt als volwassen karakter. 
In 2010, had hij een kleine rol in The Wolfman. Hij speelde Norman Green op 12-jarige leeftijd in Nanny McPhee and the Big Bang (2010), samen met Emma Thompson. De film, en zijn prestaties, ontvingen positieve recensies. Op de leeftijd van 13 jaar speelde hij de belangrijkste en de titelpersonage in Martin Scorsese's Hugo, gebaseerd op de roman The Invention of Hugo Cabret. Hugo werd gefilmd vanaf juni 2010 tot januari 2011, werd uitgebracht op 23 november 2011. Butterfield speelt de titelrol van Andrew 'Ender' Wiggin in de verfilming van Orson Scott Card's roman Ender's Game (in het Nederlands heet het Ender wint), die uitkwam op 1 november 2013.
In 2018 werd Butterfield gecast voor de hoofdrol van Otis Milburn in de Netflix komische dramaserie Sex Education. Otis is een nerd die ontdekt dat hij sekstherapeutische gaven heeft. Hij laat zich overtuigen op school een ondergrondse praktijk te beginnen. De serie ging in januari 2019 van start en werd een wereldwijd succes. In 2020 en 2021 volgden het tweede en derde seizoen. En in 2023 volgde het vierde seizoen